# Birgit Pohl
Birgit Pohl (Neustadt an der Orla, 22 aprile 1954 – 21 giugno 2022) è stata un'atleta paralimpica tedesca, che ha gareggiato nella categoria F34.

## Biografia
Birgit Pohl ha vinto una medaglia d'oro nel getto del peso ad Atlanta 1996. Ha ottenuto un'altra medaglia d'oro a Sydney 2000 nella gara di lancio del disco mentre a Pechino 2008 ha vinto due medaglie, un argento nel getto del peso e un bronzo nel lancio del giavellotto.
Birgit Pohl ha preso parte anche ai Mondiali paralimpici, vincendo complessivamente sei medaglie d'oro, due d'argento e una di bronzo.

## Palmarès
| Anno | Manifestazione       | Sede       | Evento                              | Risultato | Prestazione | Note |
| ---- | -------------------- | ---------- | ----------------------------------- | --------- | ----------- | ---- |
| 1994 | Mondiali paralimpici | Berlino    | Getto del peso                      | Oro       | 6,79 m      |      |
| 1994 | Mondiali paralimpici | Berlino    | Lancio del disco                    | Oro       | 16,46 m     |      |
| 1994 | Mondiali paralimpici | Berlino    | Lancio del giavellotto              | Argento   | 12,50 m     |      |
| 1996 | Giochi paralimpici   | Atlanta    | Getto del peso F32-33               | Oro       | 8,36 m      |      |
| 1998 | Mondiali paralimpici | Birmingham | Getto del peso                      | Oro       | 8,53 m      |      |
| 1998 | Mondiali paralimpici | Birmingham | Lancio del disco                    | Oro       | 19,71 m     |      |
| 1998 | Mondiali paralimpici | Birmingham | Lancio del giavellotto              | Oro       | 15,87 m     |      |
| 2000 | Giochi paralimpici   | Sydney     | Lancio del disco F34                | Oro       | 19,66 m     |      |
| 2002 | Mondiali paralimpici | Lilla      | Getto del peso                      | Bronzo    | 8,50 m      |      |
| 2002 | Mondiali paralimpici | Lilla      | Lancio del disco                    | Argento   | 19,71 m     |      |
| 2002 | Mondiali paralimpici | Lilla      | Lancio del giavellotto              | Oro       | 15,87 m     |      |
| 2008 | Giochi paralimpici   | Pechino    | Getto del peso F32-34/52-53         | Argento   | 8,46 m      |      |
| 2008 | Giochi paralimpici   | Pechino    | Lancio del giavellotto F33/34/52-53 | Bronzo    | 16,36 m     |      |